# 渦輪軸發動機

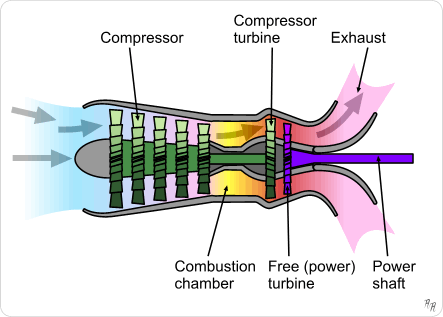
涡轮轴发动机原理图

渦輪軸發動機（英文：Turboshaft），是涡轮发动机的一种，利用燃烧室产生的气流带动自由涡轮输出轴功率，而不是喷气推力。结构上类似于渦輪旋槳發動機，但主要区别在于渦輪旋槳發動機排出的尾气还会产生一些残余推进力。另外对于渦輪旋槳發動機，传动系统的主减速器是集成在发动机上的，而对于涡轮轴发动机，则是分离开的。涡轮轴发动机多用于直升机、坦克、水翼船等，也有摩托车制造商将涡轮轴发动机安装在摩托车上作为引擎（MTT涡轮超级机车）。
最早由法国引擎制造商Turbomeca于1948年设计制造。

## 外部連結
- Wikibooks: Jet propulsion